# Treklang Reggae
Treklang Reggae är en reggaegrupp från Luleå i norra Sverige, som bildades år 2003 efter att bandet Ska Police upplöstes. Till dags dato har de släppt två singlar (på 7" vinyl), och två album.

## Medlemmar
- Lasse Anundi – gitarr, sång
- Raimo Ruuskanen – basgitarr
- Dale Forsberg – trummor, bakgrundssång
- Petri Rönnberg – gitarr, bakgrundssång
- Kalle Hörnström – synthesizer, piano, bakgrundssång
- Fredrik "Buffy" Johansson – gitarr, bakgrundssång
- Mika Eronen – slagverk, bakgrundssång

## Diskografi
Studioalbum
- 2009 – Wicked S(h)ituation
- 2010 – Turbulent Times

Singlar
- 2005 – "Look At That" / "Break Down The Barriers" (7" vinyl)
- 2007 – "Freeman" / "Rasta Rites" (7" vinyl)